# Kvalifikace na Mistrovství světa ve fotbale 1978 (CAF)
Kvalifikace na Mistrovství světa ve fotbale 1978 zóny CAF určila jednoho účastníka závěrečného turnaje.
V africké kvalifikaci byly čtyři kvalifikační fáze a navíc předkolo, ve kterém se utkaly 4 nejníže nasazené týmy. V předkole a prvních třech fázích se hrálo vyřazovacím systémem doma a venku. Tři týmy postupující do čtvrté fáze utvořily jednu skupinu, ve které se utkaly systémem dvoukolově každý s každým doma a venku. Vítěz skupiny postoupil na MS.

## Předkolo
| Datum                    | Domácí       | Výsledek | Hosté        |
| ------------------------ | ------------ | -------- | ------------ |
| 7. března 1976, Freetown | Sierra Leone | 5 – 1    | Niger        |
| 21. března 1976, Niamey  | Niger        | 2 – 1    | Sierra Leone |

Sierra Leone postoupila do první fáze díky celkovému vítězství 6-3.
| Datum                        | Domácí      | Výsledek | Hosté       |
| ---------------------------- | ----------- | -------- | ----------- |
| 13. března 1976, Ouagadougou | Horní Volta | 1 – 1    | Mauritánie  |
| 28. března 1976, Nouakchott  | Mauritánie  | 0 – 2    | Horní Volta |

Horní Volta postoupila do první fáze díky celkovému vítězství 3-1.

## První fáze
| Datum                    | Domácí   | Výsledek | Hosté    |
| ------------------------ | -------- | -------- | -------- |
| 1. dubna 1976, Alžír     | Alžírsko | 1 – 0    | Libye    |
| 16. dubna 1976, Tripolis | Libye    | 0 – 0    | Alžírsko |

Alžírsko postoupilo do druhé fáze díky celkovému vítězství 1-0.
| Datum                         | Domácí  | Výsledek | Hosté   |
| ----------------------------- | ------- | -------- | ------- |
| 12. prosince 1976, Casablanca | Maroko  | 1 – 1    | Tunisko |
| 9. ledna 1977, Tunis          | Tunisko | 1 – 1    | Maroko  |

Celkové skóre dvojzápasu bylo 2-2. Tunisko zvítězilo v penaltovém rozstřelu 4-2 a postoupilo do druhé fáze.
| Datum                 | Domácí  | Výsledek | Hosté   |
| --------------------- | ------- | -------- | ------- |
| 17. října 1976, Lomé  | Togo    | 1 – 0    | Senegal |
| 31. října 1976, Dakar | Senegal | 1 – 1    | Togo    |

Togo postoupilo do druhé fáze díky celkovému vítězství 2-1.
| Datum                   | Domácí | Výsledek | Hosté  |
| ----------------------- | ------ | -------- | ------ |
| 10. října 1976, Accra   | Ghana  | 2 – 1    | Guinea |
| 31. října 1976, Conakry | Guinea | 2 – 1    | Ghana  |

Celkové skóre dvojzápasu bylo 3-3 a o postupu musel rozhodnout zápas na neutrální půdě.
| Datum                | Domácí | Výsledek | Hosté |
| -------------------- | ------ | -------- | ----- |
| 16. ledna 1977, Lomé | Guinea | 2 – 0    | Ghana |

Guinea postoupila do druhé fáze.
| Datum                    | Domácí       | Výsledek | Hosté        |
| ------------------------ | ------------ | -------- | ------------ |
| 16. října 1976, Freetown | Sierra Leone | 0 – 0    | Nigérie      |
| 30. října 1976, Lagos    | Nigérie      | 6 – 2    | Sierra Leone |

Nigérie postoupila do druhé fáze díky celkovému vítězství 6-2.
| Datum                       | Domácí            | Výsledek | Hosté             |
| --------------------------- | ----------------- | -------- | ----------------- |
| 17. října 1976, Brazzaville | Konžská republika | 2 – 2    | Kamerun           |
| 31. října 1976, Yaoundé     | Kamerun           | 1 – 2*   | Konžská republika |

(*)Utkání bylo předčasně ukončeno za stavu 1:2 a výsledek byl potvrzen i FIFA.
Kongo postoupilo do druhé fáze díky celkovému vítězství 4-3.
| Datum                     | Domácí            | Výsledek | Hosté             |
| ------------------------- | ----------------- | -------- | ----------------- |
| 4. září 1976, Ouagadougou | Horní Volta       | 1 – 1    | Pobřeží slonoviny |
| 26. září 1976, Abidžan    | Pobřeží slonoviny | 2 – 0    | Horní Volta       |

Pobřeží slonoviny postoupilo do druhé fáze díky celkovému vítězství 3-1.
| Datum                           | Domácí  | Výsledek | Hosté   |
| ------------------------------- | ------- | -------- | ------- |
| 29. října 1976, Káhira          | Egypt   | 3 – 0    | Etiopie |
| 14. listopadu 1976, Addis Abeba | Etiopie | 1 – 2    | Egypt   |

Egypt postoupil do druhé fáze díky celkovému vítězství 5-1.
| Datum                     | Domácí | Výsledek | Hosté  |
| ------------------------- | ------ | -------- | ------ |
| 9. května 1976, Lusaka    | Zambie | 4 – 0    | Malawi |
| 30. května 1976, Blantyre | Malawi | 0 – 1    | Zambie |

Zambie postoupila do druhé fáze díky celkovému vítězství 5-0.
- Středoafrická republika se vzdala účasti, takže  Zair postoupil do druhé fáze bez boje.
- Súdán se vzdal účasti, takže  Keňa postoupila do druhé fáze bez boje.
- Tanzanie se vzdala účasti, takže  Uganda postoupila do druhé fáze bez boje.

## Druhá fáze
| Datum                 | Domácí   | Výsledek | Hosté    |
| --------------------- | -------- | -------- | -------- |
| 6. února 1977, Tunis  | Tunisko  | 2 – 0    | Alžírsko |
| 28. února 1977, Alžír | Alžírsko | 1 – 1    | Tunisko  |

Tunisko postoupilo do třetí fáze díky celkovému vítězství 3-1.
| Datum                   | Domácí | Výsledek | Hosté  |
| ----------------------- | ------ | -------- | ------ |
| 13. února 1977, Lomé    | Togo   | 0 – 2    | Guinea |
| 27. února 1977, Conakry | Guinea | 2 – 1    | Togo   |

Guinea postoupila do třetí fáze díky celkovému vítězství 4-1.
| Datum                       | Domácí            | Výsledek | Hosté             |
| --------------------------- | ----------------- | -------- | ----------------- |
| 13. února 1977, Bouaké      | Pobřeží slonoviny | 3 – 2    | Konžská republika |
| 27. února 1977, Brazzaville | Konžská republika | 1 – 3    | Pobřeží slonoviny |

Pobřeží slonoviny postoupilo do třetí fáze díky celkovému vítězství 6-3.
| Datum                  | Domácí | Výsledek | Hosté |
| ---------------------- | ------ | -------- | ----- |
| 6. února 1977, Nairobi | Keňa   | 0 – 0    | Egypt |
| 27. února 1977, Káhira | Egypt  | 1 – 0    | Keňa  |

Egypt postoupil do třetí fáze díky celkovému vítězství 1-0.
| Datum                   | Domácí | Výsledek | Hosté  |
| ----------------------- | ------ | -------- | ------ |
| 13. února 1977, Kampala | Uganda | 1 – 0    | Zambie |
| 27. února 1977, Ndola   | Zambie | 4 – 2    | Uganda |

Zambie postoupila do třetí fáze díky celkovému vítězství 4-3.
- Zair se vzdal účasti, takže
- Nigérie postoupila do třetí fáze bez boje.

## Třetí fáze
| Datum                   | Domácí  | Výsledek | Hosté   |
| ----------------------- | ------- | -------- | ------- |
| 5. června 1977, Conakry | Guinea  | 1 – 0    | Tunisko |
| 19. června 1977, Tunis  | Tunisko | 3 – 1    | Guinea  |

Tunisko postoupilo do čtvrté fáze díky celkovému vítězství 3-2.
| Datum                     | Domácí            | Výsledek | Hosté             |
| ------------------------- | ----------------- | -------- | ----------------- |
| 10. července 1977, Lagos  | Nigérie           | 4 – 0    | Pobřeží slonoviny |
| 25. července 1977, Bouaké | Pobřeží slonoviny | 2 – 2    | Nigérie           |

Nigérie postoupila do čtvrté fáze díky celkovému vítězství 6-2.
| Datum                     | Domácí | Výsledek | Hosté  |
| ------------------------- | ------ | -------- | ------ |
| 15. července 1977, Káhira | Egypt  | 2 – 0    | Zambie |
| 31. července 1977, Lusaka | Zambie | 0 – 0    | Egypt  |

Egypt postoupil do čtvrté fáze díky celkovému vítězství 2-0.

## Čtvrtá fáze
| Poř. | Tým     | B | Z | V | R | P | VG | IG | +/- |
| ---- | ------- | - | - | - | - | - | -- | -- | --- |
| 1    | Tunisko | 5 | 4 | 2 | 1 | 1 | 7  | 4  | 3   |
| 2    | Egypt   | 4 | 4 | 2 | 0 | 2 | 7  | 11 | -4  |
| 3    | Nigérie | 3 | 4 | 1 | 1 | 2 | 5  | 4  | 1   |

| Datum                      | Domácí  | Výsledek | Hosté   |
| -------------------------- | ------- | -------- | ------- |
| 25. září 1977, Tunis       | Tunisko | 0 – 0    | Nigérie |
| 8. října 1977, Lagos       | Nigérie | 4 – 0    | Egypt   |
| 21. října 1977, Káhira     | Egypt   | 3 – 1    | Nigérie |
| 12. listopadu 1977, Lagos  | Nigérie | 0 – 1    | Tunisko |
| 25. listopadu 1977, Káhira | Egypt   | 3 – 2    | Tunisko |
| 11. prosince 1977, Tunis   | Tunisko | 4 – 1    | Egypt   |

Tunisko postoupilo na Mistrovství světa ve fotbale 1978.